# 紅頭擬蟾魚
紅頭擬蟾魚（学名：Batrachomoeus rubricephalus），為輻鰭魚綱蟾魚目蟾魚科的其中一種，分布於東印度洋區的澳洲海域，體長可達31公分，為底棲性魚類。